# قرة أغاج (شوط)
قرة أغاج هي قرية في مقاطعة شوط‌، إيران. عدد سكان هذه القرية هو 875 في سنة 2006.